# Оливие Месиен
Оливие Месиен (на френски: Olivier Messiaen; 10 декември 1908, Авиньон — 27 април 1992, Париж) е френски композитор, органист, музикален теоретик, педагог и орнитолог. Определян е като един от най-влиятелните композитори на XX век.

## Биография
На 11-годишна възраст постъпва в Парижката национална консерватория, където се обучава при преподаватели като Пол Дюка, Морис Еманюел и Марсел Дюпре. След като завършва консерваторията, Месиен става органист в църквата „Света Троица“ в Париж и впоследствие заема тази длъжност в продължение на над 60 г.
В началото на Втората световна война Месиен е призован в армията, а през 1940 г. попада в плен. През март 1941 г. е освободен и започва да преподава хармония в Парижката консерватория. От 1947 започва да води там и клас по анализ, естетика и ритмика.
През 1932 г. се жени за цигуларката Клер Делбо (1906 – 1959). След смъртта ѝ се жени повторно през 1961 г., за пианистката Ивон Лорио (1924 – 2010).
През 1971 година получава Награда „Вихури Сибелиус“.